# Уэлш, Джон
Джон Уэ́лш (англ. John Welsh; родился 10 января 1984 в Ливерпуле) — английский футболист, полузащитник. Является воспитанником «Ливерпуля».
Джон Уэлш был капитаном сборной Англии (до 20 лет) и вызывался в молодёжную команду страны для участия в чемпионате мира в 2003 году.

## Карьера
Джон Уэлш присоединился к «Ливерпулю» в возрасте 10 лет и прошёл в команде весь цикл обучения. Позднее он выступал за резервную команду клуба и был её капитаном. С сезона 2001/02 Джон начал тренироваться в Мелвуде с первым составом «Ливерпуля».
В сезоне 2002/03 он дебютировал в первой команде, сыграв 4 декабря 2002 года против «Ипсвича» на Энфилде в рамках четвёртого раунда Кубка Лиги — на 83-й минуте встречи он заменил Владимира Шмицера. 4 октября 2003 года он впервые сыграл в матче Премьер-Лиги, заменив на 82-й минуте встречи с «Арсеналом» Салифа Диао. «Ливерпуль» в том матче проиграл со счётом 1:2, а Уэлш получил жёлтую карточку за фол на Рэе Парлоре.
Проведя 10 матчей за «Ливерпуль» во всех соревнованиях, Джон в августе 2005 перешёл на правах аренды в «Халл Сити» и произвёл столь хорошее впечатление, что уже в ноябре 2005 клубы договорились о переходе Уэлша в «Халл» на постоянной основе. Частью этой сделки стал переезд на «Энфилд» подающего надежды вингера Пола Андерсона. Трансфер был завершён 6 января 2006 года.
10 марта 2007 года в матче против «Престон Норт Энд» Уэлш пошёл в подкат против своего бывшего партнёра по «Ливерпулю» Нила Меллора и получил  тяжёлую травму колена, которая вывела его из строя на несколько месяцев.
31 декабря 2007 года «Честер Сити» объявил о том, что Уэлш будет взят в аренду этой командой, и уже на следующий день Джон дебютировал в «Честере», который уступил дома «Гримсби Таун» со счётом 0:2. Остаток месяца Уэлш провёл, регулярно выступая за команду, а затем вернулся в «Халл».